# Tjairdere
Tjairdere (bulgariska: Чаирдере) är ett vattendrag i Bulgarien.   Det ligger i regionen Smoljan, i den sydvästra delen av landet, 140 km sydost om huvudstaden Sofia.
I omgivningarna runt Tjairdere växer i huvudsak blandskog. Runt Tjairdere är det ganska glesbefolkat, med 43 invånare per kvadratkilometer.